# 잭 화이트
잭 화이트(Jack White, 1975년 7월 9일 ~ )는 미국의 싱어송라이터, 음악 프로듀서로, 화이트 스트라이프스의 일원이다.